# Kẻ săn mồi đáy biển
Kẻ săn mồi đáy biển (tên gốc tiếng Anh: Underwater) là một phim kinh dị khoa học viễn tưởng phim kinh dị Mỹ năm 2020 của đạo diễn William Eubank và được viết bởi Brian Duffield và Adam Cozad. Bộ phim được sản xuất bởi Chernin Entertainment và có các vai chính gồm Kristen Stewart, Vincent Cassel, Jessica Henwick, John Gallagher Jr., Mamoudou Athie, và T.J. Miller. Nó theo chân một nhóm các nhà khoa học dưới đáy đại dương, họ gặp phải một nhóm sinh vật sau khi một chấn động bí ẩn phá hủy phòng thí nghiệm của họ.
Kẻ săn mồi đáy biển được phát hành tại Hoa Kỳ vào ngày 10 tháng 1 năm 2020, bởi Walt Disney Studios Motion Pictures. Nó nhận được nhiều ý kiến trái chiều từ các nhà phê bình và đã thu về 40,9 triệu đô la trên toàn thế giới.